# Hôtel de Camondo
Pour les articles homonymes, voir Camondo.
ne pas confondre avec le musée Nissim-de-Camondo, situé à côté.
L’hôtel de Camondo est un hôtel particulier situé à Paris en France. Il abrite notamment le siège du bureau parisien de la banque Morgan Stanley.

## Localisation
Il est situé au 61 rue de Monceau, dans le 8e arrondissement de Paris. 

## Histoire
Construit en 1874 pour le financier Abraham Behor de Camondo (tr) (1829-1889) par l'architecte Denis-Louis Destors, il fut vendu en 1893 par Isaac de Camondo à Gaston Menier (1855-1934), fils cadet d'Émile-Justin Menier, sénateur de Seine-et-Marne et directeur de la Compagnie du Chocolat Menier, qui a probablement fait construire les bâtiments annexes sur cour ainsi que le bâtiment sur rue. L'hôtel fut également la résidence de son fils, Gaston Georges Menier (1880-1933). Après la mort de ce dernier, sa veuve, Simonne Camille Marie , née Legrand (1881-1972), quitta l'hôtel de la rue de Monceau pour l'hôtel de Jarnac, rue Monsieur, dans le 7e arrondissement de Paris.
En 1972, l'hôtel, alors propriété d'une compagnie d'assurances, est menacé de démolition par un projet immobilier.
Ce bâtiment fait l’objet d’un classement au titre des monuments historiques depuis le 17 octobre 1977.